# Trond Lie
Trond Lie, född 28 september 1949 i Oslo, är en norsk skådespelare och regissör. 
Trond Lie är utbildad på Rogaland teater 1967. Han har medverkat som skådespelare i Neshorn, Master Harold, Arsenikk, gamle kniplinger och Broadway nästa. 
Trond Lie debuterade som regissör 1976 med Kennedys barn på Trøndelag teater, och har varit regissör på alla Norska teatrar TvNorge, norska Tv3 och norska Tv2
I Sverige har han regisserat musikaler i Stockholm. Bland annat Sound of Music med Carola Häggkvist och Tommy Körberg, Annie, Miss Saigon och Vita Hästen i Göteborg.

## Teater

### Regi
| År   | Produktion     | Upphovsmän                                                         | Noter      |
| ---- | -------------- | ------------------------------------------------------------------ | ---------- |
| 1995 | Sound of Music | Richard Rodgers och Oscar Hammerstein II Översättning Lars Sjöberg | Göta Lejon |
| 1998 | Miss Saigon    | Claude-Michel Schönberg, Alain Boublil och Richard Maltby, Jr.     | Göta Lejon |
| 1999 | Annie          | Charles Strouse, Thomas Meehan och Martin Charnin                  | Göta Lejon |

### Fotnoter
1. ↑  Marcus Boldemann (9 september 1995). ”Överhurtig Carola övertygar”. Dagens Nyheter. http://www.dn.se/arkiv/kultur/overhurtig-carola-overtygar/. Läst 17 september 2016.
2. ↑  Jan-Olov Andersson (9 september 1999). ”Maria tar hem spelet: Barnen spelar ut stjärnorna i 'Annie'”. Aftonbladet. http://wwwc.aftonbladet.se/noje/9909/09/maria.html. Läst 17 september 2015.